# Point of interest
Point of interest (w skrócie POI) – punkt w przestrzeni, najczęściej na powierzchni Ziemi, który może być użyteczny lub wart uwagi. Przykładem punktu może być kino, teatr, apteka, szczyt górski, stacja kolejowa, niebezpieczne miejsce w nawigacji morskiej itp. POI jest stosowany w szczególności w aplikacjach nawigacyjnych odbiorników GPS lub systemach GIS
Tłumaczony jako:
- punkt użyteczności publicznej
- punkt zainteresowania
- użyteczne miejsce, w skrócie UM

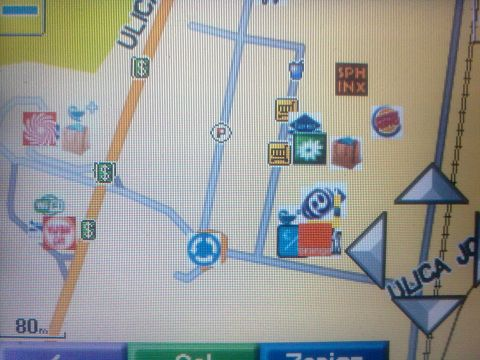
Przykładowe wyświetlanie POI w nawigacji Garmin

- interesujące miejsce (np. „nawigacja oferuje funkcję wyszukiwania interesujących miejsc”)

Minimalna informacja zawarta w POI to długość i szerokość geograficzna. Punkt taki zawiera również najczęściej typ i nazwę (np. kino „Wenus”). Pozostałe informacje, takie jak wysokość nad poziomem morza lub numer telefonu również mogą być dołączone. Przy wizualizacji (wyświetlaniu) informacji o POI np. w urządzeniach GPS używane są znaki graficzne – ikony reprezentujących różne kategorie punktów (kina, stacje benzynowe, pogotowie itd).

## Kolekcjonowanie POI
Mapy cyfrowe dla nowoczesnych urządzeń GPS zwykle zawierają podstawowy wybór POI dla obszaru mapy.
Jednakże istnieją strony internetowe, które specjalizują się w zbieraniu, weryfikacji, zarządzaniu i dystrybucji POI, które użytkownicy mogą pobrać i załadować na swoje urządzenia w celu zastąpienia lub uzupełnienia bazy POI. Podczas gdy niektóre z tych witryn są ogólne i gromadzą POI tylko dla jednego urządzenia, inne są bardziej wyspecjalizowane w danej kategorii. Użytkownicy mają również możliwość tworzenia własnych kolekcji niestandardowych.

## Formaty POI
Oto niektóre z formatów plików wykorzystywanych przez różnych dostawców oprogramowania i urządzeń do zapisu POI:
|       | ASCII Text | AutoMapa | AutoPilot | CoPilot | Destinator | Garmin | Google Earth | MapaMap | Maptech | Microsoft MapPoint Pushpin | Nokia | OpenStreetMap | Ozi Explorer | Pocket Street Pushpins | Sygic | TomTom | Topografix | UMP |
| ----- | ---------- | -------- | --------- | ------- | ---------- | ------ | ------------ | ------- | ------- | -------------------------- | ----- | ------------- | ------------ | ---------------------- | ----- | ------ | ---------- | --- |
| .AMP  | –          | tak      | –         | -       | –          | –      | –            | -       | –       | –                          | –     | –             | –            | –                      | –     | –      | –          | –   |
| .ASC  | tak        | –        | –         | -       | –          | –      | –            | -       | –       | –                          | –     | –             | –            | –                      | –     | –      | –          | –   |
| .CSV  | tak        | –        | –         | -       | tak        | tak    | –            | tak     | –       | tak                        | –     | –             | –            | –                      | –     | –      | –          | –   |
| .DAT  | –          | –        | –         | -       | tak        | –      | –            | -       | –       | –                          | –     | –             | –            | –                      | –     | –      | –          | –   |
| .GDB  | –          | –        | –         | -       | –          | tak    | –            | -       | –       | –                          | –     | –             | –            | –                      | –     | –      | –          | –   |
| .GPI  | –          | –        | –         | -       | –          | tak    | –            | -       | –       | –                          | –     | –             | –            | –                      | –     | –      | –          | –   |
| .GPX  | –          | –        | –         | -       | –          | tak    | –            | -       | –       | –                          | –     | –             | –            | –                      | –     | –      | tak        | –   |
| .KML  | –          | –        | –         | -       | –          | –      | tak          | -       | –       | –                          | –     | –             | –            | –                      | –     | –      | –          | –   |
| .KMZ  | –          | –        | –         | -       | –          | –      | tak          | -       | –       | –                          | –     | –             | –            | –                      | –     | –      | –          | –   |
| .LMX  | –          | –        | –         | -       | –          | –      | –            | -       | –       | –                          | tak   | –             | –            | –                      | –     | –      | –          | –   |
| .MCA  | –          | –        | tak       | -       | –          | –      | –            | -       | –       | –                          | –     | –             | –            | –                      | –     | –      | –          | –   |
| .MSF  | –          | –        | –         | -       | –          | –      | –            | -       | tak     | –                          | –     | –             | –            | –                      | –     | –      | –          | –   |
| .MXF  | –          | –        | –         | -       | –          | –      | –            | -       | tak     | –                          | –     | –             | –            | –                      | –     | –      | –          | –   |
| .OSM  | –          | –        | –         | -       | –          | –      | –            | -       | –       | –                          | –     | tak           | –            | –                      | –     | –      | –          | –   |
| .OV2  | –          | –        | –         | tak     | –          | –      | –            | -       | –       | –                          | –     | –             | –            | –                      | –     | tak    | –          | –   |
| .PNT  | –          | -        | –         | -       | –          | –      | –            | -       | –       | –                          | –     | –             | –            | –                      | –     | –      | –          | tak |
| .POI  | –          | tak      | –         | -       | –          | –      | –            | -       | –       | –                          | –     | –             | –            | –                      | –     | –      | –          | –   |
| .PSP  | –          | –        | –         | -       | –          | –      | –            | -       | –       | –                          | –     | –             | –            | tak                    | –     | –      | –          | –   |
| .RUPI | –          | –        | –         | -       | –          | –      | –            | -       | –       | –                          | –     | –             | –            | –                      | tak   | –      | –          | –   |
| .TXT  | tak        | –        | –         | -       | –          | –      | –            | -       | –       | –                          | –     | –             | –            | –                      | –     | –      | –          | –   |
| .UAM  | –          | tak      | –         | -       | –          | –      | –            | -       | –       | –                          | –     | –             | –            | –                      | –     | –      | –          | –   |
| .UPI  | –          | –        | –         | -       | –          | –      | –            | -       | –       | –                          | –     | –             | –            | –                      | tak   | –      | –          | –   |
| .WPT  | –          | –        | –         | -       | –          | –      | –            | -       | –       | –                          | –     | –             | tak          | –                      | –     | –      | –          | –   |